# 普里姆羅斯 (喬治亞州)
普里姆羅斯（英語：Primrose）是位於美國喬治亞州梅里韋瑟縣的一個非建制地區。該地的面積和人口皆未知。

## 地理
普里姆羅斯的座標為33°08′46″N 84°44′31″W / 33.14611°N 84.74194°W，而該地的平均海拔高度為270米（即886英尺）。